# Теофан Попкостадинов
Теофан Попкостадинов (Попконстантинов), известен като Фани Попов, е български революционер, деец на Вътрешната македоно-одринска революционна организация и на Върховния македоно-одрински комитет.

## Биография
Теофан Попкостадинов е роден през 1865 година в костурското село Бобища, тогава в Османската империя, днес в Гърция, в семейството на поп Костадин Попов. Като юноша работи на гурбет в Цариград, там наема хотел „Македония“, който става средище на революционери, интелектуалци и преселници от Костурско. Арестуван е от османските власти за революционна дейност през 1898 година и е пратен на заточение в Анадола. Успява да избяга и се завръща в родното си село, където участва в пренасянето на оръжие от Кралство Гърция за целите на ВМОРО. Издаден е от гръцки шпиони и повторно е арестуван и инквизиран от турските власти, след което е освободен след плащане на голям откуп. Отива в Долна Преспа и се присъединява към четата на Коте Христов, а през септември 1902 година влиза в четите на Анастас Янков и Петър Гайков. С тях участва в сражението край Бобища на 8 ноември, в което загиват войводата и всички четници без Попконстантинов и К. Чауша.
Изтощен от продължителната нелегална борба в Македония се изселва във Варна през 1906 година, където умира на 16 май 1907 година. Негов син е предприемачът Благой Фанев (1893 - ?).